# ماركوس مونتيل
ماركوس مونتيل (بالإسبانية: Marcos Montiel)‏ هو لاعب كرة قدم أوروغواياني في مركز الدفاع، ولد في 12 يوليو 1995 في مونتيفيديو في الأوروغواي. لعب مع Villa Teresa ‏.

## وصلات خارجية
- ماركوس مونتيل على موقع قاعدة بيانات كرة القدم.إي يو (الإنجليزية)
- ماركوس مونتيل على موقع Soccerway.com (الإنجليزية)